# Тъпоглави дървесни змии
Тъпоглавите дървесни змии (Imantodes) са род дървесни змии, състоящ се от седем вида, разпространени в Мексико, Централна Америка и северната част на Южна Америка.

## Видове
Род Тъпоглави дървесни змии
- Вид Imantodes cenchoa (Linnaeus, 1758)
- Вид Imantodes chocoensis Torres-Carvajal et al., 2012[2]
- Вид Imantodes gemmistratus (Cope, 1861)
- Вид Imantodes inornatus (Boulenger, 1896)
- Вид Imantodes lentiferus (Cope, 1894)
- Вид Imantodes phantasma Myers, 1982
- Вид Imantodes tenuissimus Cope, 1867